# فرانسوا دو لاروشفوكو
فرانسوا السادس دو لاروشفوكو أو أمير مارسيلاك (بالفرنسية: François de La Rochefoucauld)‏ (و. 1613 – 1680 م) هو مؤلّف أقوال وكاتب مذكّرات مشهور فرنسي. قيل بأنه نظر للعالم بشكل واضح ومتحضّر، وأنه لم يُدِن السلوك البشري ولم يحتفِ به بشكل عاطفي. وُلد فرانسوا في مدينة باريس الفرنسية في شارع «دي بوتيت تشامبس» في الفترة الزمنية التي كان فيها البلاط الملكي متذبذبًا بين مساعدة النبلاء وتهديدهم. اعتُبر فرانسوا نموذجًا مثاليًا للرجل النبيل البارع في القرن السابع عشر. حمل لقب أمير مارسيلاك.

## مطلع حياته ومسيرته العسكرية
حظي لاروشفوكو بتعليم يليق بنبلاء عصره، إذ تركّز تعليمه على التدريبات العسكرية والصيد وأصول اللباقة ورقي المظهر والسلوك ومعرفة العالم. تزوّج في الخامسة عشر من عمره من أندرييه دي فيفون التي كانت ابنة عمّة كاترين دي فيفون السادسة التي لُقبّت بماركيز رامبوليه لاحقًا. التحق بالجيش في العام التالي لزواجه، وسرعان ما أثبت نفسه كشخصية معروفة. حارب فرانسوا بشجاعة في الحملات السنوية بالرغم من عدم الاعتراف بأفعاله بشكل رسمي.
التحق بخدمة الملكة آن من النمسا تحت رعاية سيدة شيفزور التي قابلها آنذاك وأصبحت أولى النساء الثلاث اللواتي أثّرن على حياته. ظهر مخطّط هادف لنقل سيدة شيفزور إلى بروكسل على ظهر خيل وعلى يد لاروشفوكو، وذلك بعد شجار سيدة شيفزور مع الكاردينال ريشيليو ومع زوجها. تسبّبت إحدى هذه المؤامرات المُحاكة ضد ريتشيلو ذات مرّة بالحكم على لاروشفوكو بالسجن لثمانية أيام في سجن الباستيل، إذ طُلب منه في بعض الأحيان مغادرة البلاط ومن ثمّ نُفي إلى ممتلكات والده. لعب لاروشفوكو وآخرون دورًا فاعلًا في حثّ الملكة وأمير كونديه على العمل سويّةً ضد دوق أورليان غاستون، وذلك في ظل فراغ السلطة الذي لحق وفاة ريتشيلو في عام 1642. ومع ذلك، أعاقت سمعة مزارين المتنامية طموح المتآمرين، مما جعل من لاروشفوكو متمرّدًا أرستقراطيًا بصورة لا رجعة فيها نتيجة لتنسيقه مع دوقة لونغوفيل في عام 1645. كان شخصيةً بارزةً خلال حصار باريس، إذ حارب في العديد من الاشتباكات العسكرية المتواترة وأُصيب بجروح خطيرة في حصار مارديك.
تحالف لاروشفوكو مع كونديه خلال الحرب الأهلية الفرنسية الثانية. اغتنم مناسبة جنازة والده في عام 1650 لحثّ النبلاء الحاضرين على مساعدته في الهجوم على حامية سومور الملكية. أُصيب لاروشفوكو برصاصة في رأسه خلال معركة فوبورج سانت أنطوان. كان يُخشى من أن يفقد بصره إلا أنه تعافى بعد فترة نقاهة استمرت لعام كامل.
تقاعد لاروشفوكو في منزله في فيرتوي خلال السنوات اللاحقة. استطاع استعادة ثروته بالرغم من تقلّصها إلى حد كبير، ويعود الفضل في ذلك إلى إخلاص غورفيل الذي خدمه وخدم مزارين وكونديه مكتسبًا بذلك الثروة والسلطة. لم يعود لاروشفوكو إلى البلاط الملكي حتّى وفاة مزارين، وذلك في الفترة التي سبقت تولّي لويس الرابع عشر السلطة المطلقة وخلال حالة الفوضى الأرستقراطية عقب انتهاء الحرب الأهلية الفرنسية. كتب لاروشفوكو مذكراته خلال تلك الفترة، كما فعل العديد من معاصريه البارزين.

## مشاركته في الصالون الأدبي
تبوّأ لاروشفوكو بعد فترة وجيزة مكانةً في الصالون الأدبي لمادلين دو سوفريه، ماركيز سابليه، التي كانت عضوًا في حلقة ماركيز رامبوليه، قبل أن تشكل نوعا من الخف لها، والذي اختصّ بكتابة العبارات والأقوال.
نشرت الشركة الهولندية «بيت إلزيفيز» خلسةً مذكراته المزعومة، الأمر الذي جعله مشهورًا وتسبّب له بالعديد من المشاكل. شعر الكثير من أصدقائه القدامى بالإهانة. لم تكن هذه المذكرات نسخةً صادقةً لما كتبه، وفي الوقت الذي سارع فيه إلى إنكار مصداقيتها لم يكن هذا الاعتقاد شائعًا.
نشر لاروشفوكو أقواله دون إفصاحه عن هويته بعد مرور ثلاث سنوات (أي في عام 1665)، مما عزّز من مكانته بين رجال الآداب في عصره. وفي ذلك الوقت، بدأت صداقته مع سيدة لا فايت، ماري مادلين بيوش دو لا فيرغن، واستمرّت هذه الصداقة طوال حياته. وقد حصلنا على اللمحات التي نمتلكها عن حياة لاروشفوكو في تلك المرحلة بشكل رئيسي من رسائل مدام دي سيفينيه، إذ تُعتبر هذه الرسائل مبهجة في مجملها على الرغم من أنها أظهرته في حالة معاناة من مرض النقرس.
أُحيط لاروشفوكو بدائرة من الأصدقاء المخلصين، واعتُرف به كأخلاقي من الطراز الرفيع وكأحد رجال الآداب. تبوّأ ابنه أمير مارسيلاك مكانةً مهمةً في البلاط، إذ ورّثه أباه جميع ألقابه ومراتب الشرف الخاصة به في عام 1671. اعترف معاصرو لاروشفوكو، بما في ذلك الملك، به كنموذج مثالي للنبلاء الأكبر سنًا في المقام الأول، أي النبلاء الذين عاصروا عهد الملك العظيم قبل زوال ملكه. احتفظ لاروشفوكو بسمعته هذه حتّى يومنا هذا.
أثارت وجهات نظر لاروشفوكو الأخلاقية غضب بعض الأخلاقيين المتدينين من العصور اللاحقة فقاموا بمهاجمة أعماله. تشارك لاروشفوكو وبقية معاصريه نظرتهم إلى السياسة على أنها رقعة شطرنج للاعبين الأقوياء، بدلًا من اعتبارها صراعًا للأيديولوجيات أو وسيلةً لتحقيق أهداف اجتماعية عامة. ويبدو أنه كان دقيقًا بشكل غير اعتيادي في سلوكه الشخصي، وهو ما عزّز من فشله في النضالات الأرستقراطية أكثر من أي شيء آخر.
تُوفّي في مدينة باريس في 17 مارس من عام 1680.

## مآثره الأدبية
طغت مكانته الشاهقة في الأدب الفرنسي على أهميته كشخصية اجتماعية وتاريخية. قُسّم عمله الأدبي إلى ثلاثة أجزاء: مذكّراته وأقواله ورسائله.
تمتلك مذكّرات لاروشفوكو أهمية عالية واستحقاقًا أدبيًا. نُشر كتابٌ على أنه مذكّرات لاروشفوكو المزعومة في الجمهورية الهولندية، واستمر نشره ثلاثين عامًا على الرغم من احتجاج المؤلف على ذلك. تبيّن الآن بأن هذا الكتاب مكوّن من أعمال ما يقارب ست رجال، ولا تشكّل أعمال لاروشفوكو سوى ثلث هذه الأعمال. ظهر نصٌ منقّح جديد بعد بضع سنوات من وفاته، إلا أنه كان مزيّفًا إلى حد كبير بالرغم من تصحيح بعض الأخطاء فيه. لم يعترض أحد على هذا العمل لأكثر من قرن. ظهر في عام 1817 إصدار أصلي غير مكتمل.

لم تحظ أقوال لاروشفوكو البليغة والراقية بالمصير ذاته. أجرى المؤلف تعديلات وإضافات متكررة على أقواله خلال حياته، وأُضيف القليل منها بعد وفاته أيضًا. وقد جرت العادة بأن تُنشر هذه الأقوال بمجموعها الذي بلغ 504 مقولة. تتألف أغلبية الأقوال من سطرين أو ثلاثة وحسب، ونادرًا ما يتجاوز القول الواحد أكثر من نصف صفحة. تناول لاروشفوكو السلوك البشري ودوافعه من وجهة نظر رجل لا ينوي تنميق ملاحظاته حول العالم. في الواقع، ينصح لاروشفوكو في مقدّمته قائلا:
«... أفضل الطرق التي يتّبعها القارئ هي أن يضع في ذهنه منذ البداية أن جميع هذه الأقوال لا تنطبق عليه خصوصًا وأنه الاستثناء الوحيد، هذا وإن كانت تبدو كتعميمات. وإن فعل فسأضمن أنه سيكون أول من يؤيدها ويؤمن بأنها تنسب فضلًا إلى الروح الإنسانية».

## وصلات خارجية
- فرانسوا دي لا روش فوكولد على موقع الموسوعة البريطانية (الإنجليزية)
- فرانسوا دي لا روش فوكولد على موقع إن إن دي بي (الإنجليزية)
- مؤلفات فرانسوا دو لاروشفوكو في مشروع غوتنبرغ
- أعمال أو نبذة عن فرانسوا دو لاروشفوكو على أرشيف الإنترنت
- أعمال فرانسوا دو لاروشفوكو في ليبري فوكس